# 60 Years
60 Years ist ein Jazzalbum des Pan Afrikan Peoples Arkestra. Die zwischen 1961 und 2019 entstandenen Aufnahmen erschienen am 16. Juni 2023 auf The Village, einem Label, das von Mitgliedern des Arkestra betrieben wird.

## Hintergrund
Mit dem Doppelalbum 60 Years wird die Geschichte des Pan Afrikan Peoples Arkestra (PAPA) gefeiert, das 1961 von dem Pianisten, Komponisten und Community-Aktivisten Horace Tapscott im Süden von Los Angeles gegründet und von ihm bis zu seinem Tod im Jahr 1999 geleitet wurde. Die Veröffentlichung, wenn auch aus Archivmaterial, erinnert zudem daran, dass das Arkestra auch im Jahr 2023 aktiv bleibt, nun unter der Leitung des Schlagzeugers Mekala Session, Sohn des langjährigen Altsaxophonisten des Arkestra, Michael Session. Das Album enthält sechs Titel, die alle bisher unveröffentlicht waren und zwischen 1961 und 2019 aufgenommen wurden, einer aus jedem der sechs Jahrzehnte des Bestehens der Band. In dieser Zeit haben insgesamt über 300 Musiker die Reihen von PAPA durchlaufen, darunter Musiker wie Arthur Blythe, Dwight Trible, Phil Ranelin, Butch Morris, Kamau Daáood, Nate Morgan, Linda Hill, Adele Sebastian, Sabir Mateen, Jesse Sharps, Michael Session und Tapscott selbst. Diese Musiker sind in den Besetzungen von 60 Years vertreten.
Tapscott habe seine Mission trotz aller Widrigkeiten und ganz nach seinen eigenen Vorstellungen erfolgreich erfüllt, schrieb Chris May. Die Musikindustrie war für ihn Gift und er beschäftigte sich kaum damit. In den 1960er-Jahren nahm er nur ein Album auf, The Giant Is Awakened (1969), für Bob Thieles Flying Dutchman Records. Der relativ kleine Backkatalog des Pan Afrikan Peoples Arkestra war noch nie in der Nähe eines großen Labels und wurde entweder selbst produziert oder bei unabhängigen Labels veröffentlicht, die von Unterstützern wie Tom Albach finanziert wurden, ohne an einen finanziellen Gewinn zu denken. PAPA trat nur einmal außerhalb Südkaliforniens auf, 1995 beim Moers festival in Deutschland, wo der vierte Titel dieses Albums, Tapscotts „The Ballad of Deadwood Dick“, aufgenommen wurde. Das Album beginnt mit einer 15-minütigen Erkundung „The Golden Pearl“, aufgenommen 1961 oder 1962. „Little A’s Chant“ knüpft dort an, wo „The Golden Pearl“ aufgehört hat, obwohl es ein Jahrzehnt später beim Konzert am zweiten Weihnachtsfeiertag an der Widney High School in Los Angeles 1971 aufgenommen wurde; die Sängerin ist Linda Hill.
Das Booklet des Albums enthält Archivfotos, die die Geschichte der Band dokumentieren, und die Liner Notes enthalten Kommentare von ehemaligen und aktuellen Arkestra-Mitgliedern sowie vollständige Personaldetails.

## Titelliste

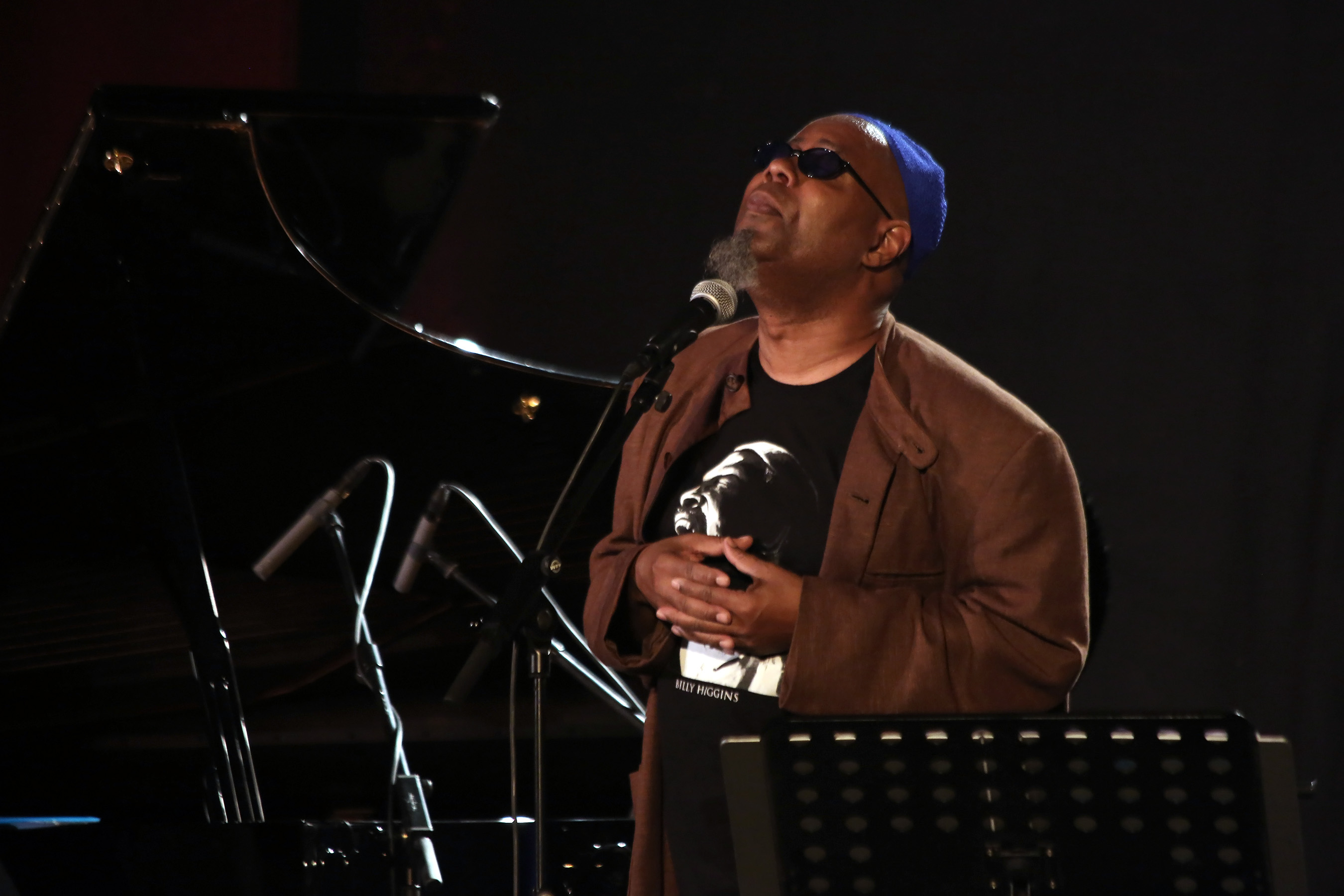
Dwight Trible, Vokalist in „Justice“, beim INNtöne Jazzfestival 2013

- Pan Afrikan Peoples Arkestra: 60 Years (The Village VLG 006)[3]

1. The Golden Pearl 15:15
2. Little A’s Chant 10:30
3. Nation Rising 7:29
4. The Ballad of Deadwood Dick 10:35
5. Justice 12:37
6. Dem Folks 26:49

## Besetzung
Das Gesamtpersonal besteht aus: Horace Tapscott: Piano, Leitung; Jesse Sharps: Sopransaxophon; Arthur Blythe: Altsaxophon; Sabir Mateen: Altsaxophon; Gary Bias: Altsaxophon; Tracy Caldwell: Altsaxophon; Devin Daniels: Altsaxophon; Al Collins: Tenorsaxophon; Michael Session: Alt- und Tenorsaxophon; Charles Owens: Tenorsaxophon; Fuasi Abdul-Khaliq: Tenorsaxophon; Randal Fisher: Tenorsaxophon; Ralph Gibson: Tenorsaxophon; Charles Chandler: Tenorsaxophon; Jimmy Woods: Saxophon; Guido Sinclair: Saxophon; Amos Delone Jr.: Baritonsaxophon; Aaron Shaw: Baritonsaxophon; Adele Sebastian: Flöte; Dadisi Komolafe: Flöte; Kafi Roberts: Flöte; Maia: Flöte; Kafi Roberts: Flöte; Raiyan El-Megharbel: Oboe; Angel The Oracle: Bassklarinette, Gesang; Butch Morris: Trompete; Steve Smith: Trompete; Richard Grant: Trompete; Nolan Shaheed: Trompete; Chris Williams: Trompete; Fundi Legohn: Waldhorn; Lester Robertson: Posaune; Lorenzo Gardman: Posaune; Thurman Green: Posaune; Phil Ranelin: Posaune; Isaac Smith: Posaune; Zekkeraya El-Megharbel: Posaune, Leitung; Nate Morgan: Piano; Austin Peralta: Piano; Brian Hargrove: Keyboards;  William Roper: Tuba; Ben McIntosh: Tuba; David Bryant: Bass; Richard Herrera: Bass; Roberto Miranda: Bass; Nick Rosen: Bass; Chris Palmer: Bass; Bill Madison: Schlagzeug, Percussion; Everett Brown Jr.: Schlagzeug; Billy Hinton: Schlagzeug; Fritz Wise: Schlagzeug; Sonship Theus: Schlagzeug; Mekala Session: Schlagzeug, Gesang; Ernest Cojoe: Congas; Taumba: Congas; Moses Obligacion: Congas; Natajite Olokun: Schlagzeug; Linda Hill: Gesang; Jujigwa: Gesang; Dwight Trible: Gesang; Aankah: Gesang; Tamina Johnson-Lawson: Gesang; Koran Shaheed: Gesang.

## Rezeption

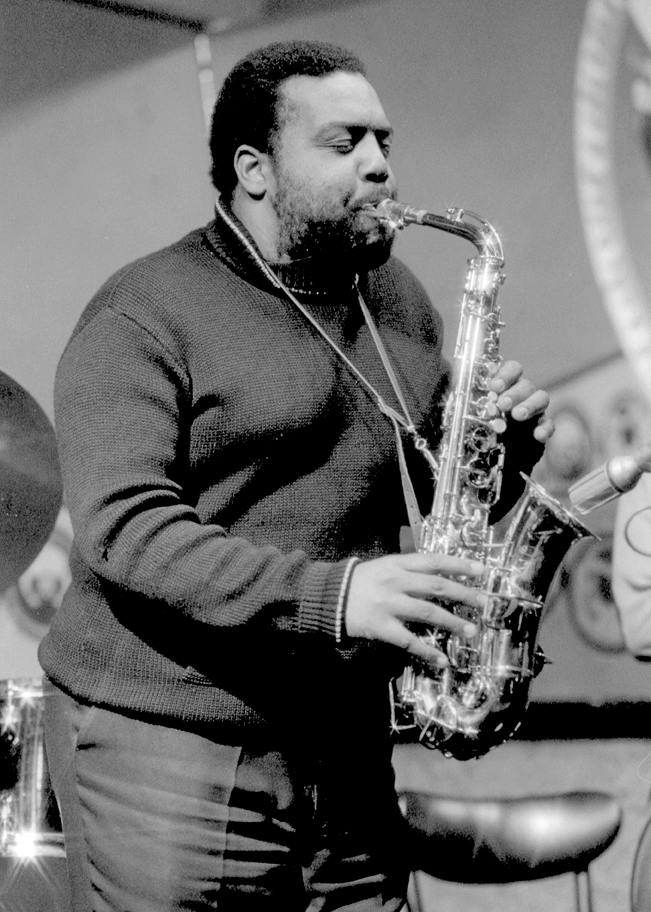
Arthur Blythe bei einem Auftritt im Keystone Korner, San Francisco 1981

Nach Ansicht von Chris May, der das Album in All About Jazz rezensierte, ist 60 Years eine sorgfältig zusammengestellte Kompilation. Von den ersten Takten des ersten Titels an, Tapscotts „The Golden Pearl“, mit Arthur Blythe und Posaunist Lester Robertsons eleganter Harmonik über skelettiertem Bass und Schlagzeug, bevor ein paar Minuten später das komplette Septett einsetzt, sei klar, dass man eine tolle Fahrt das erwarten darf, und so sei es dann auch.
60 Years unterstreicht die Beherrschung einer breiten Palette schwarzer Musikstile durch Tapscott und die Arkestra, schrieb John Morrison in Daily Bandcamp. Bebop, Bigband-Musik, Hard Bop und Avantgarde Jazz würden aufeinandertreffen und zu einem schönen und harmonischen Ganzen verschmelzen. Unterstützt durch einen schwungvollen Groove von Schlagzeuger Bill Madison und David Bryant am Bass würde Tapscott in „The Golden Pearl“ brillante Soli spielen, die die Grenze zwischen melodischem Spiel und dissonanter Abstraktion völlig verwischen. In „Little A’s Chant“ sei Linda Hills Gesangsdarbietung mitreißend, wenn sie über eine Figur namens Little A singt, die alle ewigen Geheimnisse des Lebens kennt und birgt.
Die Musik von 60 Years sei voller Kraft, die aus einer leidenschaftlichen Hingabe an die Macht der Menschen resultiere, schrieb Morrison weiter. Bassist Roberto Miranda sagte in einem Interview, dass die Liebe und Fürsorge, die Tapscott in die Band und die Musik gesteckt habe, von ihrem Publikum an sie zurückgespiegelt wurde. „Wenn man Teil des Pan-Afrikan Peoples Arkestra wurde, wurde man Teil von Horaces Leben. Was man also erhielt, war Nahrung, künstlerische Nahrung, Liebe und Respekt und die Freiheit, in diesem musikalischen Ausdruck der zu sein, der man ist. Es herrschte eine Gleichheit untereinander, die wirklich großartig war“, sagte Miranda.